# The Best of the Best (football)
Pour les articles homonymes, voir Best of the Best (homonymie).
The Best of the Best est une sélection des meilleurs joueurs de football du XXe siècle. Cette liste de joueurs, publiée par la RSSSF, est une compilation de différentes listes de meilleurs joueurs du XXe siècle.

## Mode de sélection
La sélection comprend les 53 joueurs présents dans au moins 50 % des listes de meilleurs joueurs du XXe siècle suivantes :
- Meilleur joueur mondial du siècle (IFFHS)
- 100 Magnifici (Venerdì Magazine 1997)
- World Soccer's Selection of the 100 Greatest Footballers of All Time
- France Football's Football Player of the Century
- Guerin' Sportivo's I 50 Grandi del Secolo by Adalberto Bortolotti
- Placar's 100 Craques do Século
- Planète Foot's 50 Meilleurs Joueurs du Monde
- Voetbal International's Wereldsterren by Raf Willems
- France Football World Cup Top-100 1930-1990
- FIFA 100
- Placar's 100 Craques das Copas
- AFS' Top-100 Players of All-Time

## Liste des joueurs
| Nom                     | Nationalité        | Nb. app. |
| ----------------------- | ------------------ | -------- |
| Franz Beckenbauer       | Allemagne          | 12       |
| Lothar Matthäus         | Allemagne          | 10       |
| Gerd Müller             | Allemagne          | 12       |
| Karl-Heinz Rummenigge   | Allemagne          | 10       |
| Uwe Seeler              | Allemagne          | 8        |
| Fritz Walter            | Allemagne          | 7        |
| Gordon Banks            | Angleterre         | 8        |
| Bobby Charlton          | Angleterre         | 12       |
| Stanley Matthews        | Angleterre         | 7        |
| Bobby Moore             | Angleterre         | 8        |
| Mario Kempes            | Argentine          | 7        |
| Diego Maradona          | Argentine          | 12       |
| Daniel Passarella       | Argentine          | 9        |
| Omar Sivori             | Argentine          | 6        |
| Alfredo Di Stéfano      | Argentine- Espagne | 10       |
| Didi                    | Brésil             | 7        |
| Djalma Santos           | Brésil             | 7        |
| Garrincha               | Brésil             | 10       |
| Jairzinho               | Brésil             | 7        |
| Pelé                    | Brésil             | 12       |
| Rivelino                | Brésil             | 9        |
| Romário                 | Brésil             | 7        |
| Ronaldo                 | Brésil             | 6        |
| Nílton Santos           | Brésil             | 6        |
| Carlos Alberto Torres   | Brésil             | 6        |
| Zico                    | Brésil             | 11       |
| Hristo Stoitchkov       | Bulgarie           | 6        |
| Roger Milla             | Cameroun           | 8        |
| Just Fontaine           | France             | 9        |
| Raymond Kopa            | France             | 10       |
| Michel Platini          | France             | 11       |
| Sándor Kocsis           | Hongrie            | 6        |
| Ferenc Puskás           | Hongrie            | 11       |
| George Best             | Irlande du Nord    | 7        |
| Roberto Baggio          | Italie             | 9        |
| Franco Baresi           | Italie             | 10       |
| Giacinto Facchetti      | Italie             | 6        |
| Paolo Maldini           | Italie             | 8        |
| Giuseppe Meazza         | Italie             | 7        |
| Gianni Rivera           | Italie             | 8        |
| Paolo Rossi             | Italie             | 8        |
| Dino Zoff               | Italie             | 11       |
| Hugo Sánchez            | Mexique            | 6        |
| Johan Cruijff           | Pays-Bas           | 12       |
| Ruud Gullit             | Pays-Bas           | 8        |
| Johan Neeskens          | Pays-Bas           | 7        |
| Marco van Basten        | Pays-Bas           | 10       |
| Teófilo Cubillas        | Pérou              | 6        |
| Eusébio                 | Portugal           | 11       |
| Josef Masopust          | Tchécoslovaquie    | 8        |
| Lev Yachine             | Union soviétique   | 8        |
| Enzo Francescoli        | Uruguay            | 7        |
| Juan Alberto Schiaffino | Uruguay            | 7        |